# دالامان
دالامان (بالإنجليزية: Dalaman)‏ مدينة تركية تقع في الجنوب الغربي لتركيا على البحر الأبيض المتوسط وهي تتبع محافظة موغلا. يوجد بهار نهر دالامان وسد مياه أنشأ عام 2011 وهي من المدن السياحية وتوجد بجوارها العديد من المدن السياحية مثل مرمريس وتبعد عنها 90 كم وإتْشميلير 100 كم وبودروم 198 كم وكالكان 120 كم وأولودنيز 55 كم وفتحية 45 كم وداليان 23 كم وساريجيرمه 15 كم، تُقدر المسافة بين إسطنبول ودالامان بـ 826 كم، يوجد بها مطار دولي اسمه مطار دالامان الدولي ورمزه DLM توجد رحلات داخلية إليه من مطار صبيحة باسطنبول ومطار أتاتورك وتستغرق الرحلة من مطار إسطنبول أتاتورك أقل من ساعة كما توجد رحلات دولية مباشرة من مطار عمان الدولي.

## المناخ
يظهر الجدول التالي التغييرات المناخية على مدار السنة لدالامان:
| البيانات المناخية لـدالامان                          | البيانات المناخية لـدالامان | البيانات المناخية لـدالامان | البيانات المناخية لـدالامان | البيانات المناخية لـدالامان | البيانات المناخية لـدالامان | البيانات المناخية لـدالامان | البيانات المناخية لـدالامان | البيانات المناخية لـدالامان | البيانات المناخية لـدالامان | البيانات المناخية لـدالامان | البيانات المناخية لـدالامان | البيانات المناخية لـدالامان | البيانات المناخية لـدالامان |
| الشهر                                                | يناير                       | فبراير                      | مارس                        | أبريل                       | مايو                        | يونيو                       | يوليو                       | أغسطس                       | سبتمبر                      | أكتوبر                      | نوفمبر                      | ديسمبر                      | المعدل السنوي               |
| ---------------------------------------------------- | --------------------------- | --------------------------- | --------------------------- | --------------------------- | --------------------------- | --------------------------- | --------------------------- | --------------------------- | --------------------------- | --------------------------- | --------------------------- | --------------------------- | --------------------------- |
| الدرجة القصوى °م (°ف)                                | 25.3 (77.5)                 | 25.0 (77.0)                 | 31.0 (87.8)                 | 34.0 (93.2)                 | 38.0 (100.4)                | 43.5 (110.3)                | 48.5 (119.3)                | 43.1 (109.6)                | 42.0 (107.6)                | 39.0 (102.2)                | 32.8 (91.0)                 | 25.0 (77.0)                 | 48.5 (119.3)                |
| متوسط درجة الحرارة الكبرى °م (°ف)                    | 15.8 (60.4)                 | 16.1 (61.0)                 | 18.5 (65.3)                 | 21.8 (71.2)                 | 26.3 (79.3)                 | 31.5 (88.7)                 | 33.9 (93.0)                 | 33.9 (93.0)                 | 31.1 (88.0)                 | 26.7 (80.1)                 | 21.3 (70.3)                 | 17.0 (62.6)                 | 24.5 (76.1)                 |
| متوسط درجة الحرارة الصغرى °م (°ف)                    | 5.6 (42.1)                  | 5.8 (42.4)                  | 7.0 (44.6)                  | 9.6 (49.3)                  | 13.5 (56.3)                 | 17.8 (64.0)                 | 20.7 (69.3)                 | 20.6 (69.1)                 | 17.2 (63.0)                 | 13.3 (55.9)                 | 9.4 (48.9)                  | 6.9 (44.4)                  | 12.3 (54.1)                 |
| أدنى درجة حرارة °م (°ف)                              | −4.0 (24.8)                 | −5.3 (22.5)                 | −1.3 (29.7)                 | 0.0 (32.0)                  | 6.1 (43.0)                  | 9.7 (49.5)                  | 13.0 (55.4)                 | 14.0 (57.2)                 | 7.8 (46.0)                  | 4.2 (39.6)                  | −1.5 (29.3)                 | −1.3 (29.7)                 | −5.3 (22.5)                 |
| الهطول مم (إنش)                                      | 191.2 (7.53)                | 147.5 (5.81)                | 91.0 (3.58)                 | 51.6 (2.03)                 | 25.1 (0.99)                 | 8.0 (0.31)                  | 2.8 (0.11)                  | 1.9 (0.07)                  | 20.4 (0.80)                 | 70.7 (2.78)                 | 159.6 (6.28)                | 211.4 (8.32)                | 981.2 (38.61)               |
| متوسط الأيام الممطرة                                 | 12.2                        | 10.8                        | 9.0                         | 7.4                         | 4.3                         | 2.2                         | 1.4                         | 1.5                         | 2.1                         | 5.0                         | 8.8                         | 12.1                        | 76.8                        |
| متوسط الرطوبة النسبية (%)                            | 64                          | 63                          | 64                          | 66                          | 66                          | 57                          | 57                          | 59                          | 56                          | 61                          | 66                          | 67                          | 62                          |
| ساعات سطوع الشمس الشهرية                             | 158.1                       | 156.8                       | 213.9                       | 237                         | 300.7                       | 342                         | 365.8                       | 347.2                       | 300                         | 244.9                       | 183                         | 151.9                       | 3٬001٫3                     |
| المصدر #1: Devlet Meteoroloji İşleri Genel Müdürlüğü |                             |                             |                             |                             |                             |                             |                             |                             |                             |                             |                             |                             |                             |
| المصدر #2: Weather2                                  |                             |                             |                             |                             |                             |                             |                             |                             |                             |                             |                             |                             |                             |